# نيكولا آدامز
نقولا آدامز (بالإنجليزية: Nicola Adams) (و. 1982 – م) هي ملاكمة، من المملكة المتحدة، ولدت في ليدز، شاركت في الألعاب الأولمبية الصيفية 2012.

## جوائز
حصلت على جوائز منها:
- 100 امرأة على بي بي سي (2015)
- عضو رتبة الإمبراطورية البريطانية.

## روابط خارجية
- نيكولا آدامز على موقع بوكس ريك (الإنجليزية) (registration required)
- نيكولا آدامز على موقع أوليمبيديا (الإنجليزية)
- نيكولا آدامز على موقع اللجنة الأولمبية البريطانية (الإنجليزية)